# لورينزو لوكا
لورينزو لوكا (بالإيطالية: Lorenzo Lucca)‏ هو لاعب كرة قدم إيطالي، ولد في 10 سبتمبر 2000 في مونكالييري في إيطاليا.